# Basant pantsjami
Basant pantsjami (ook geschreven als Vasant pantsjami) is een hindoeïstisch feest, dat wordt gevierd op een dag in februari. De precieze datum hangt af van de stand van de maan. Basant betekent voorjaar, pantsjami duidt op de vijfde dag van de elfde maand (Magha) van de hindoeistische kalender. Op dit feest planten hindoes op een centraal plein in de woonplaats een castorolieboom (ricinus). Hierop stapelt men elke dag takken en ander brandbaar materiaal (geen afval). Dit gaat door tot de eerstvolgende nacht waarop het volle maan is (Holika Dahan), dan wordt de stapel onder gezang in brand gestoken. De stapel stelt de demon Holika voor die het kwaad symboliseert. 
In Nederland mogen brandstapels geen vijf weken in het openbaar liggen. Hier wordt de holika op de dag van de verbranding opgebouwd en in de avond in brand gestoken. In India en Suriname is Holika Dahan, het hindoeïstisch oudjaar, een feestdag. Andere hindoes herdenken vooral dat dan de lente begint.